# Абдылдаева, Расия
Расия́ Абдылда́ева (кирг. Расия Абдылдаева; 1924 год, с. Кара-Ой — 29 июля 1998 год, с. Кара-Ой, Ак-Талинский район, Нарынская область) — чабан колхоза имени Ленина Куланакского района Тянь-Шанской области, Киргизская ССР. Герой Социалистического Труда (1958).

## Биография
Родилась в 1924 году в крестьянской семье в селе Кара-Ой.
С 1947 года трудилась пастухом, чабаном в колхозе имени Ленина Куланакского района. В 1956 году вырастила 113 ягнят от каждой сотни овцематок, в 1957 году — 121 ягнят от каждой сотни овцематок. В 1957 году сдала с каждой овцы в среднем по 3,6 килограмм шерсти. В 1958 году вырастила 126 ягнят от каждой сотни овцематок и сдала по 4,1 килограмм шерсти с каждой овцы.
Указом Президиума Верховного Совета СССР от 16 октября 1958 года удостоена звания Героя Социалистического Труда с вручением ордена Ленина и золотой медали «Серп и Молот».
После выхода на пенсию проживала в родном селе, где скончалась в 1998 году.